# Ladislav Vostárek
Ladislav Vostárek (* 29. dubna 1946 Praha) je český hudební manažer, textař a spisovatel.

## Životopis
Po základní škole vystřídal více zaměstnání, od kopání kresolové pryskyřice na výrobu bakelitu v Ostravě v MOCH, přes práci na vrtech Geologického průzkumu, po místo řidiče kropicího auta v Praze. Po dvouleté základní vojenské službě se dva roky živil jako taxikář. K práci v oblasti kultury se dostal jako náborář Pražského kulturního střediska, kde jej objevil František Ringo Čech, který jej zaměstnal jako manažera. Následně působil jako manažer pořadu Hvězdy světových mikrofonů, uváděného Eduardem Hrubešem a Angelo Michajlovem. Rok působil v NDR, kde mimo jiné uváděl svůj vlastní pořad Seifenblasen („Bublifuk“) na rádiu DT64, ve kterém prezentoval českou hudební scénu. Po návratu nastoupil na dva roky do Supraphonu, při tom si doplňoval vzdělání, jež zakončil maturitou na Gymnasiu Wilhelma Picka.
V roce 1975 začal manažersky spolupracovat se skupinou Katapult, kde začala jeho veleúspěšná kariéra textaře (Hlupák váhá, Půlnoční závodní dráha, Blues, Já nesnídám sám, Lesní manekýn aj.), která vyvrcholila ziskem dvou vítězství v anketě Zlatý slavík. Zahájil též studia při zaměstnání na Právnické fakultě Univerzity Karlovy. V roce 1978 napsal s Oldřichem Říhou píseň Jsou špatný dny pro český film Hon na kočku. V roce 1980 Katapult opustil a v sestavě Richard Kybic, Jiří Lang (oba ex Bumerang) a Jiří Vondráček (ex Marsyas) obratem založil skupinu Turbo, kterou se mu během roku a půl podařilo prosadit mezi tuzemskou rockovou špičku a v anketě Zlatý slavík dvakrát za sebou získat stříbrného Slavíka. Svými texty k písním Dívka s modrýma očima, Díky já jdu dál, To bude pánové jízda, Hráč, Chtěl jsem mít a mnoha dalším vytvořil stěžejní repertoár skupiny. Ve spolupráci s Jiřím Vondráčkem napsal tři písně, které zpívala jeho sestra Helena Vondráčková; několik textů napsal i pro skupiny Citron a Tango. Paralelně vznikla skupina OK Band a autorské duo Ladislav Vostárek pod pseudonymem Vlasta Voko/Vladimír Kočandrle, které se na tvorbě podílelo rukou společnou a nerozdílnou. Společně také vytvořili skupinu Mýdlo, se kterou Ladislav Vostárek nazpíval mj. písně Po noční a Dieta.
V roce 1989 Turbo opustil a zcela se věnoval práci právníka. V roce 1990 absolvoval rigorózní zkoušku, získal titul JUDr. a založil vlastní komerčněprávní kancelář, kterou po přestupu do advokacie provozuje dodnes. Z OK Bandu vystoupil v roce 1995. V roce 1996 zakončil studia na Právnické fakultě Univerzity Karlovy a stal se promovaným právníkem. K hudbě a textování se vrátil v roce 2003 po úmrtí Richarda Kybice, kdy s Vladimírem Kočandrlem na Richardovu památku společně otextovali díla z jeho autorského šuplíku. Od té doby se autorsky podílel na dalších dvou LP deskách s názvy Návrat králů a Noční dravci. V roce 2021 napsal knihu Jen jednou dostat šanci, kterou také v roce 2022 vlastním nákladem 4000 výtisků vydal.

## Dílo

### Písňové texty
Ladislav Vostárek je autorem textů například pro kapely Katapult, Turbo, Mýdlo nebo Stratos. Mezi známé skladby s jeho texty patří:
- Katapult – Až[1]
- Katapult – Hlupák váhá[1]
- Katapult – Blues[1]
- Turbo – Chtěl jsem mít[2]
- Turbo – Hráč[3]
- Turbo – Přestáváš snít[4]
- Mýdlo – Nechci tě víc po noční[5]
- Mýdlo – Půjdu zas spát sám[6]
- Stratos – Rozhovor s mimozemšťanem[7]

### Ostatní
V roce 2021 vydal autobiografickou knihu Jen jednou dostat šanci.